# Anoncus
Anoncus is een geslacht van insecten uit de orde vliesvleugeligen (Hymenoptera) en de familie Ichneumonidae.

## Soorten
- A. bipunctatus (Brischke, 1892)
- A. borealis (Holmgren, 1857)
- A. brachypus (Thomson, 1894)
- A. brevitarsis (Thomson, 1894)
- A. confusus (Ashmead, 1902)
- A. femorator (Thomson, 1894)
- A. flavicaudatus (Holmgren, 1857)
- A. gallicola Kasparyan & Kopelke, 2009
- A. gracilicornis (Holmgren, 1857)
- A. linitus (Holmgren, 1857)
- A. loderi (Hinz, 1961)
- A. marginellus (Gravenhorst, 1829)
- A. perplexus (Ashmead, 1902)
- A. referendus (Heinrich, 1953)
- A. simulans (Holmgren, 1857)
- A. sincerus (Holmgren, 1857)
- A. sobrinus (Holmgren, 1876)
- A. stipator (Holmgren, 1857)
- A. striatus (Davis, 1897)
- A. zebratus (Davis, 1897)
- A. zonifer (Heinrich, 1951)